# Song quắn có thùy
Song quắn có thùy (danh pháp khoa học: Heliciopsis lobata) là một loài thực vật có hoa trong họ Quắn hoa. Loài này được (Merr.) Sleumer miêu tả khoa học đầu tiên năm 1955.